# 铁门关水库
铁门关水库，位于中华人民共和国新疆维吾尔自治区库尔勒市市区以北8千米处，是孔雀河上游的一座小型拦河水库。水库于1966年建成，库容724.3万立方米。水库大坝为黏土心墙砂砾坝，坝顶长261.82米，最大坝高25米。铁门关水库是一座以发电为主，兼有防洪、灌溉功能。铁门关水电站总装机容量7万千瓦，是新疆第一座引水式中型水力发电站。1976年又在下游建成了石灰窑水电站，现铁门关水电站和石灰窑水电站共同组成了铁门关发电厂。